# 米爾希博恩巴赫河

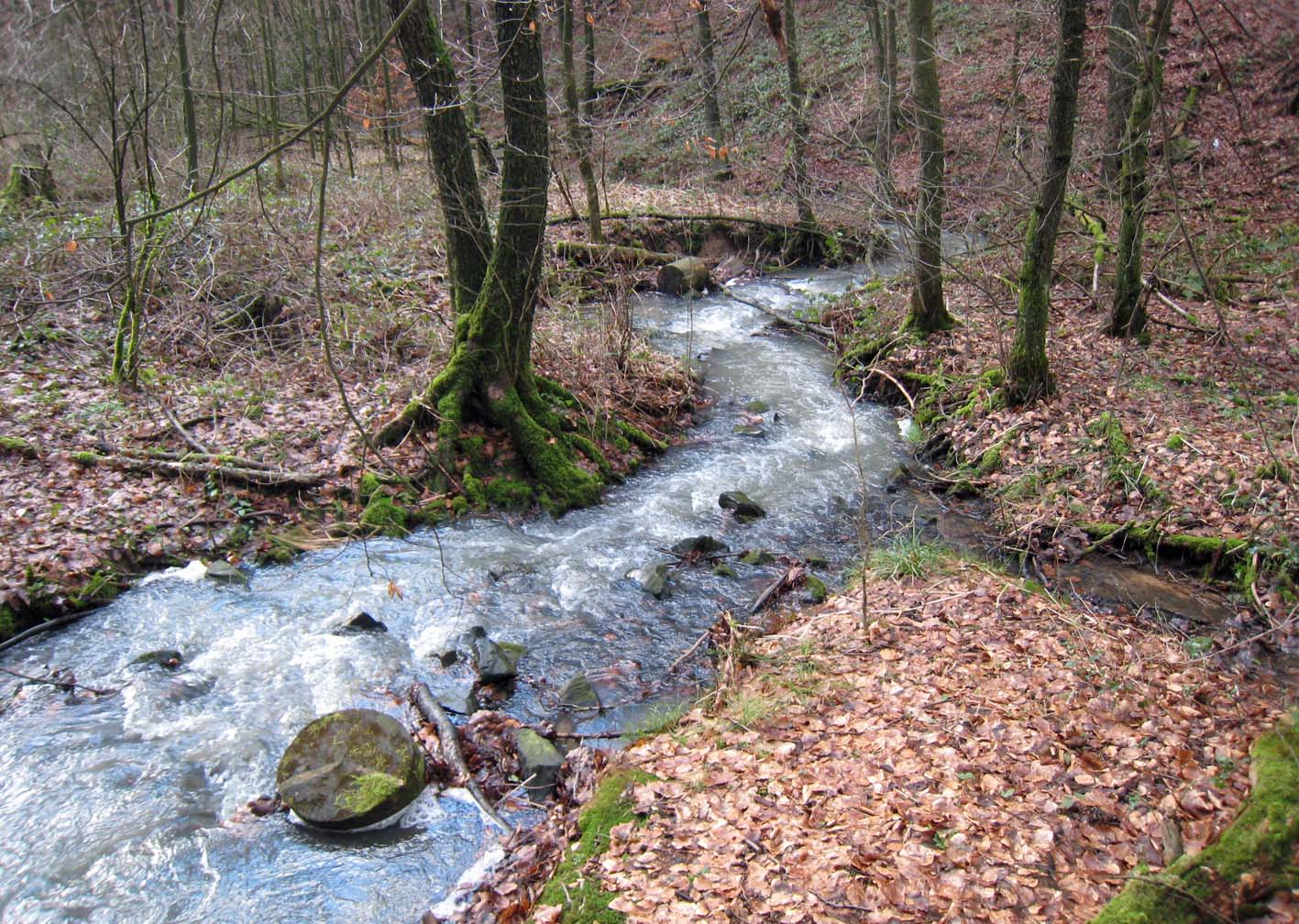
米爾希博恩巴赫河

米爾希博恩巴赫河（德語：Milchbornbach），是德國的河流，位於該國西部，處於北萊茵-威斯特法倫州，屬於薩爾米倫巴赫河的支流，河道全長1.6公里，流域面積0.5平方公里。